# Amphiagrion
Amphiagrion  (лат.) — род равнокрылых стрекоз из семейства стрелок (Coenagrionidae). Обитают исключительно в Северной Америке.

## Описание
Самцы ярко-красные с чёрным, самки более рыжевато-коричневые. У личинок жабры яйцевидно-ланцетные, их длина в три раза больше ширины..

## Экология
Развиваются в неглубоких водоёмах, поросших водной растительностью.

## Классификация
Род включает 2 вида:
- Amphiagrion abbreviatum (Selys, 1876)
- Amphiagrion saucium (Burmeister, 1839)